# 國友一貫齋

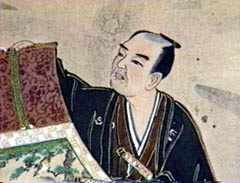
國友一貫齋

國友一貫齋（日语：／ Kunitomo Ikkansai，1778年11月21日—1840年12月26日），日本鐵炮鍛冶師、發明家。製作了日本最早的實用氣步槍和反射望遠鏡。他不但製作望遠鏡，還會用望遠鏡進行天文觀測。

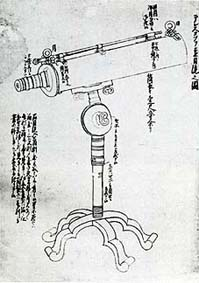
國友一貫齋的望遠鏡

## 生平
1778年，國友一貫齋在近江國國友村（今滋賀縣長濱市國友町）出生。
1832年，一貫齋開始著手製作望遠鏡，並造出一具60毫米、60倍的格里望遠鏡。這具望遠鏡的質素很好，比當時日本製造的折射望遠鏡還要出色。國友一貫齋利用這具望遠鏡，觀察太陽黑子、月球表面上的隕石坑、木星和它的四顆衛星，並繪製不少圖畫。

## 外部連結
- 国友鉄砲の里資料館（页面存档备份，存于）